# Campo di Marte (rivista)
Campo di Marte fu una rivista quindicinale di azione letteraria e artistica fondata a Firenze nell'agosto del 1938, nominalmente diretta da Enrico Vallecchi, ma de facto dai redattori Alfonso Gatto e Vasco Pratolini.

## Storia
La rivista (copertina del N. 1), nata in un clima di chiusura rispetto alle esperienze del Novecento europeo, cerca di camminare in senso contrario vivendo con intensità le proposte di una cultura diversa a quella propagandata dal fascismo, così come fa la rivista Corrente di Vita nata nello stesso anno.
La rivista nasce in un anno, il 1938, in cui i venti di guerra soffiano sempre più minacciosi e il regime fascista stringe un'alleanza con il Terzo Reich facendosi, l'anno dopo, trascinare nel conflitto. In un periodo così difficile, "Campo di Marte" difende la coerenza integra dell'arte contro gli attentati e le frodi dello stile fascista.
Numerosi e coraggiosi furono tutti i contributi dati sulla rivista, soprattutto quelli riguardanti il rapporto letteratura-società, ma intorno a "Campo di Marte" crebbero nel frattempo le ostilità e le polemiche. La rivista, infatti, chiuse dopo solo un anno di vita.

La pubblicazione, all'interno del numero doppio 10/11, di un brano di Erica di Elio Vittorini e gli attacchi di Giulia Veronesi contro gli architetti "corporativi" mettono in allarme il regime mussoliniano, che impone la sospensione del foglio.

## Firme
Alcuni autori le cui opere sono apparse sulle pagine della rivista:
- Eugenio Montale
- Mario Luzi
- Paul Valéry
- Sandro Penna
- Federigo Tozzi
- Gianna Manzini
- Vittorio Sereni
- Piero Bigongiari
- Carlo Emilio Gadda
- Rainer Maria Rilke
- Leonardo Sinisgalli
- Tommaso Landolfi
- Aleksandr Puskin
- Romano Bilenchi
- Franco Calamandrei
- Giaime Pintor
- Salvatore Quasimodo
- Carlo Bo

Nell'agosto del 1939 "Campo di Marte" termina le pubblicazioni e sull'ultimo numero apparirà il Congedo provvisorio di Alfonso Gatto.